# Amayuelas de Arriba
Amayuelas de Arriba is een gemeente in de Spaanse provincie Palencia in de regio Castilië en León met een oppervlakte van 10,17 km². Amayuelas de Arriba telt 39 inwoners (1 januari 2016).

## Demografische ontwikkeling
Bron: INE, 1857-2011: volkstellingen